# Hachisuka Mochiaki
Hachisuka Mochiaki est un nom japonais traditionnel ; le nom de famille (ou le nom d'école), Hachisuka, précède donc le prénom (ou le nom d'artiste) Mochiaki.
Hachisuka Mochiaki, 1er marquis Hachisuka (蜂須賀 茂韶) (28 septembre 1846 - 10 février 1918) est un homme politique japonais.
Il est le 14e chef du clan Hachisuka.

## Biographie

### Jeunesse
Hachisuka est né à la résidence du domaine de Tokushima à Edo (actuelle Tokyo). Il est le fils aîné du 13e daimyo Hachisuka Narihiro (1821-1868). Celui-ci est le 22e enfant du shogun Tokugawa Ienari et est adopté par le clan Hachisuka car le 12e daimyo Hachisuka Narimasa n'a pas d'enfants. Mochinori est ainsi le petit-fils de Tokugawa Ienari. 
Il devient héritier du domaine à la mort soudaine de son père en 1868 à une époque où le Japon est en pleine guerre de Boshin. Voyant très vite vers quel camp l'avantage tourne, il s'engage auprès des forces impériales et mène ses troupes contre les partisans Tokugawa dans la province de Mutsu. Ses soldats sont armés de fusils occidentaux et accompagnés de conseillers militaires britanniques, ce qui leur confère une grande force malgré leur faible nombre.
Il est le 14e et dernier daimyo du domaine de Tokushima dans la province d'Awa

## Vie publique
En 1869, lors de l'abolition du système han, il est nommé gouverneur de la préfecture de Tokushima.
En 1872, Hachisuka se rend au Royaume-Uni pour étudier à l'université d'Oxford. À son retour au Japon, il devient directeur du bureau des douanes du ministère du Trésor et membre du Sanjiin (conseil consultatif législatif).
En 1882, Hachisuka est envoyé extraordinaire et ministre plénipotentiaire en France et reçoit le titre de marquis (kōshaku) selon le jeune système de pairie kazoku. De retour au Japon, il devient membre de la Chambre des pairs, gouverneur de la préfecture de Tokyo, président de la Chambre de pairs, ministre de l'Éducation et membre du Conseil privé.
Il meurt en 1918 et est inhumé dans la ville de Tokushima.

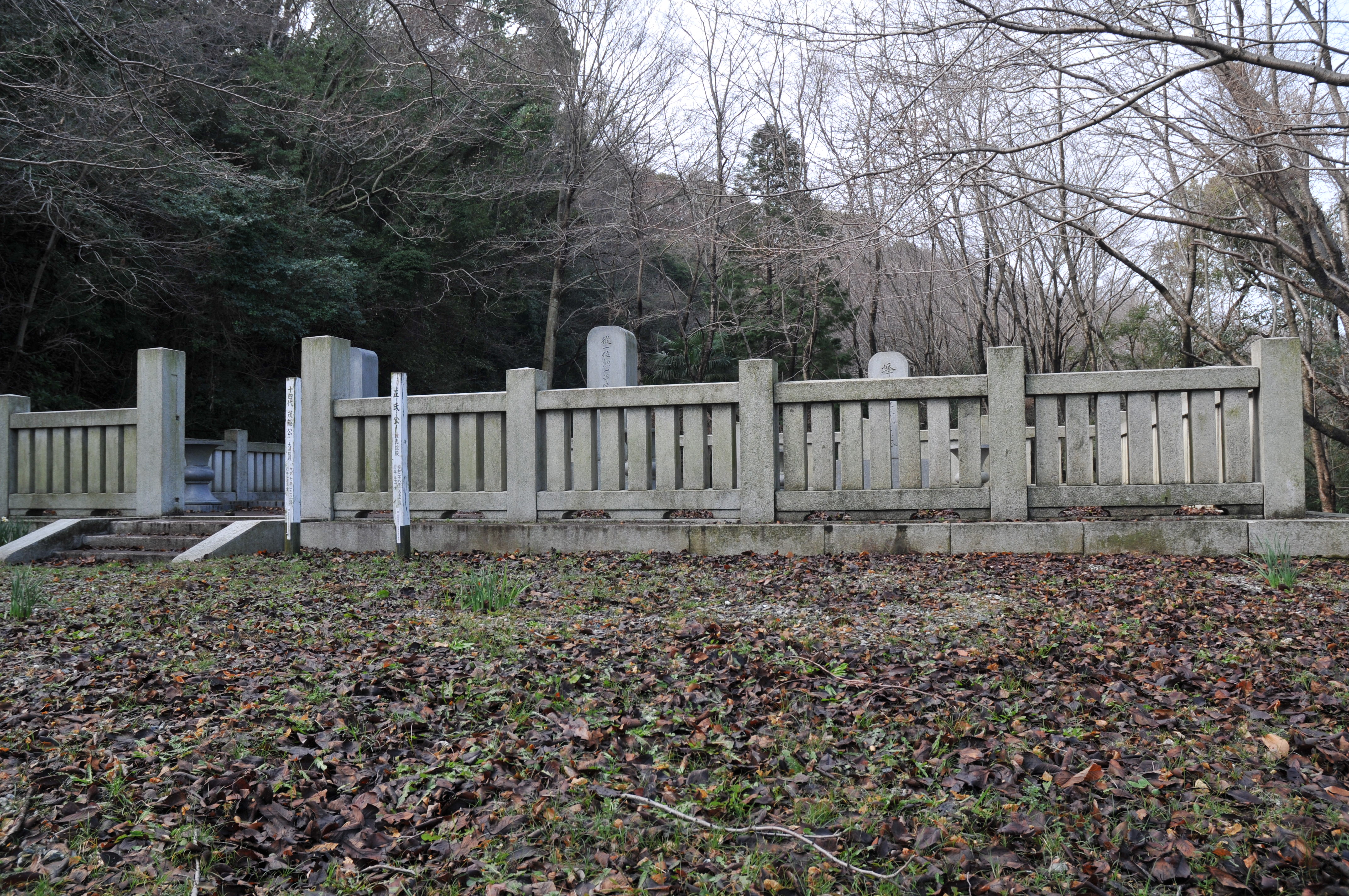
Tombes du couple Hachisuka Mochiaki et de Hachisuka Masauji.

## Vie privée
Hachisuka Mochiaki dirigeait une ferme expérimentale à Hokkaido et déclarait souvent que la noblesse devait avoir des activités rémunérées autres que celles du service public. Il pratiquait également la poésie haïku et le théâtre nô et faisait activement la promotion de ces arts traditionnels.

## Distinctions

### Décorations japonaises
- Grand cordon de l'Ordre du Soleil levant (10 février 1918)
- Grand cordon de l'Ordre du Trésor sacré (14 mars 1896)

### Décorations étrangères

#### Empire allemand
- Chevalier de l'Ordre de la Couronne (2e classe) (14 juin 1881)

#### Belgique
- Grand-cordon de l'Ordre de Léopold (11 septembre 1888)

#### Espagne
- Grand collier de l'Ordre d'Isabelle la Catholique (11 mars 1884)

#### France
- Grand officier de la légion d'honneur (24 mars 1888)

#### Royaume d'Hawaï
- Grand officier de l'Ordre de Kalākaua I (16 juillet 1881)

#### Royaume de Portugal
- Grand-croix de l'Ordre de l'Immaculée Conception de Vila Viçosa (19 octobre 1887)